# Lijst van afleveringen van Orphan Black
Dit is een lijst met afleveringen van de Canadese televisieserie Orphan Black, geproduceerd door Temple Street Productions.
De serie bestaat uit 5 seizoenen. Een overzicht van alle afleveringen is hieronder te vinden. 

## Seizoen Overzicht
| Seizoen | Aantal afleveringen | Originele Uitzenddatum /        |  |
| ------- | ------------------- | ------------------------------- |  |
| 1       | 10                  | 30 maart 2013 – 1 juni 2013     |  |
| 2       | 10                  | 19 april 2014 – 21 juni 2014    |  |
| 3       | 10                  | 18 april 2015 – 20 juni 2015    |  |
| 4       | 10                  | 14 april 2016 – 16 juni 2016    |  |
| 5       | 10                  | 10 juni 2017 – 12 augustus 2017 |  |

## Afleveringen

### Seizoen 1
| Nr. | Aflevering | Titel                                | Regisseur      | Schrijver     | Originele Uitzenddatum / |  |
| --- | ---------- | ------------------------------------ | -------------- | ------------- | ------------------------ |  |
| 1   | 1          | Natural Selection                    | John Fawcett   | Graeme Manson | 30 maart 2013            |  |
| 2   | 2          | Instinct                             | John Fawcett   | Graeme Manson | 6 april 2013             |  |
| 3   | 3          | Variation Under Nature               | David Frazee   | Graeme Manson | 13 april 2013            |  |
| 4   | 4          | Effects of External Conditions       | Grant Harvey   | Karen Walton  | 20 april 2013            |  |
| 5   | 5          | Conditions of Existence              | TJ Scott       | Alex Levine   | 27 april 2013            |  |
| 6   | 6          | Variations Under Domestication       | John Fawcett   | Will Pascoe   | 4 mei 2013               |  |
| 7   | 7          | Parts Developed in an Unusual Manner | Brett Sullivan | Tony Elliott  | 11 mei 2013              |  |
| 8   | 8          | Entangled Bank                       | Ken Girotti    | Karen Walton  | 18 mei 2013              |  |
| 9   | 9          | Unconscious Selection                | TJ Scott       | Alex Levine   | 25 mei 2013              |  |
| 10  | 10         | Endless Forms Most Beautiful         | John Fawcett   | Graeme Manson | 1 juni 2013              |  |

### Seizoen 2
| Nr. | Aflevering | Titel                                            | Regisseur      | Schrijver                      | Originele Uitzenddatum / |  |
| --- | ---------- | ------------------------------------------------ | -------------- | ------------------------------ | ------------------------ |  |
| 11  | 1          | Nature Under Constraint and Vexed                | John Fawcett   | Graeme Manson                  | 19 april 2014            |  |
| 12  | 2          | Governed by Sound, Reason and True Religion      | John Fawcett   | Karen Walton and Graeme Manson | 26 april 2014            |  |
| 13  | 3          | Mingling Its Own Nature With It                  | TJ Scott       | Alex Levine                    | 3 mei 2014               |  |
| 14  | 4          | Governed as It Were by Chance                    | David Frazee   | Russ Cochrane                  | 10 mei 2014              |  |
| 15  | 5          | Ipsa Scientia Potestas Est                       | Helen Shaver   | Tony Elliott                   | 17 mei 2014              |  |
| 16  | 6          | To Hound Nature in Her Wanderings                | Brett Sullivan | Chris Roberts                  | 24 mei 2014              |  |
| 17  | 7          | Knowledge of Causes, and Secret Motion of Things | Ken Girotti    | Aubrey Nealon                  | 31 mei 2014              |  |
| 18  | 8          | Variable and Full of Perturbation                | John Fawcett   | Karen Walton                   | 7 juni 2014              |  |
| 19  | 9          | Things Which Have Never Yet Been Done            | TJ Scott       | Alex Levine                    | 14 juni 2014             |  |
| 20  | 10         | By Means Which Have Never Yet Been Tried         | John Fawcett   | Graeme Manson                  | 21 juni 2014             |  |

### Seizoen 3
| Nr. | Aflevering | Titel                                        | Regisseur       | Schrijver                     | Originele Uitzenddatum / |  |
| --- | ---------- | -------------------------------------------- | --------------- | ----------------------------- | ------------------------ |  |
| 21  | 1          | The Weight of This Combination               | David Frazee    | Graeme Manson                 | 18 april 2015            |  |
| 22  | 2          | Transitory Sacrifices of Crisis              | John Fawcett    | Aubrey Nealon                 | 25 april 2015            |  |
| 23  | 3          | Formalized, Complex, and Costly              | John Fawcett    | Chris Roberts                 | 2 mei 2015               |  |
| 24  | 4          | Newer Elements of Our Defense                | Chris Grismer   | Russ Cochrane                 | 9 mei 2015               |  |
| 25  | 5          | Scarred by Many Past Frustrations            | David Frazee    | Alex Levine                   | 16 mei 2015              |  |
| 26  | 6          | Certain Agony of the Battlefield             | Helen Shaver    | Aubrey Nealon                 | 23 mei 2015              |  |
| 27  | 7          | Community of Dreadful Fear and Hate          | Ken Girotti     | Sherry White                  | 30 mei 2015              |  |
| 28  | 8          | Ruthless in Purpose, and Insidious in Method | Aaron Morton    | Graeme Manson & Chris Roberts | 6 juni 2015              |  |
| 29  | 9          | Insolvent Phantom of Tomorrow                | Vincenzo Natali | Russ Cochrane                 | 13 juni 2015             |  |
| 30  | 10         | History Yet to Be Written                    | John Fawcett    | Graeme Manson                 | 20 juni 2015             |  |

### Seizoen 4
| Nr. | Aflevering | Titel                             | Regisseur        | Schrijver                             | Originele Uitzenddatum / |  |
| --- | ---------- | --------------------------------- | ---------------- | ------------------------------------- | ------------------------ |  |
| 31  | 1          | The Collapse of Nature            | John Fawcett     | Graeme Manson                         | 14 april 2016            |  |
| 32  | 2          | Transgressive Border Crossing     | John Fawcett     | Russ Cochrane                         | 21 april 2016            |  |
| 33  | 3          | The Stigmata of Progress          | Ken Girotti      | Aubrey Nealon                         | 28 april 2016            |  |
| 34  | 4          | From Instinct to Rational Control | Peter Stebbings  | Alex Levine                           | 5 mei 2016               |  |
| 35  | 5          | Human Raw Material                | David Wellington | Kate Melville                         | 12 mei 2016              |  |
| 36  | 6          | The Scandal of Altruism           | Grant Harvey     | Chris Roberts                         | 19 mei 2016              |  |
| 37  | 7          | The Antisocialism of Sex          | David Frazee     | Nikolijne Troubetzkoy & Graeme Manson | 26 mei 2016              |  |
| 38  | 8          | The Redesign of Natural Objects   | Aaron Morton     | Peter Mohan                           | 2 juni 2016              |  |
| 39  | 9          | The Mitigation of Competition     | David Frazee     | Alex Levine                           | 9 juni 2016              |  |
| 40  | 10         | From Dancing Mice to Psychopaths  | John Fawcett     | Graeme Manson                         | 16 juni 2016             |  |

### Seizoen 5
| Nr. | Aflevering | Titel                                  | Regisseur        | Schrijver                             | Originele Uitzenddatum / |  |
| --- | ---------- | -------------------------------------- | ---------------- | ------------------------------------- | ------------------------ |  |
| 41  | 1          | The Few Who Dare                       | John Fawcett     | Graeme Manson                         | 10 juni 2017             |  |
| 42  | 2          | Clutch of Greed                        | John Fawcett     | Jeremy Boxen                          | 17 juni 2017             |  |
| 43  | 3          | Beneath Her Heart                      | David Wellington | Alex Levine                           | 24 juni 2017             |  |
| 44  | 4          | Let the Children and Childbearers Toil | David Wellington | Greg Nelson                           | 1 juli 2017              |  |
| 45  | 5          | Ease for Idle Millionaires             | Helen Shaver     | Jenn Engels                           | 8 juli 2017              |  |
| 46  | 6          | Manacled Slim Wrists                   | Grant Harvey     | David Bezmozgis                       | 15 juli 2017             |  |
| 47  | 7          | Gag or Throttle                        | David Frazee     | Renée St. Cyr                         | 22 juli 2017             |  |
| 48  | 8          | Guillotines Decide                     | Aaron Morton     | Aisha Porter-Christie & Graeme Manson | 29 juli 2017             |  |
| 49  | 9          | One Fettered Slave                     | David Frazee     | Alex Levine                           | 5 augustus 2017          |  |
| 50  | 10         | To Right the Wrongs of Many            | John Fawcett     | Renée St. Cyr & Graeme Manson         | 12 augustus 2017         |  |